# فعالیت‌های سیا در هند
در زیر لیستی از فعالیت‌های سیا در هند آمده‌است.

## دهه ۱۹۵۰
در سال۱۹۵۵، یک هواپیمای چارتر هندی، کشمیر پرنسس، بمباران شد. شواهد قابل توجهی وجود دارد مبنی بر اینکه کومینتانگ ممکن است بمب را کار گذاشته باشد و قصد ترور جئو ئن لای را داشته باشد، دخالت سیا بسیار کمتر واضح است، اگرچه برخی ادعاهای کلی مطرح می‌شود.
در سال۱۹۷۱ در یک جلسه رودررو در تالار بزرگ مردم در پکن، جئو مستقیماً از هنری کیسینجر در مورد دخالت ایالات متحده پرسید که پاسخ او شامل این جمله بود: «همان‌طور که بار گذشته به نخست‌وزیر گفتم، او به شدت صلاحیت سیا را بیش از حد ارزیابی می‌کند" کیسینجر هرگونه سیاست ایالات متحده برای کشتن او را انکار کرد و آن دو در مورد سیا به‌طور طولانی بحث کردند، به گونه ای که در اسناد ایالات متحده یافت نمی‌شود.
جان دوسکو اسمیت در کتاب خود «من یک مأمور سیا در هند بودم» می‌نویسد که او بسته را به یک تبعه چینی تحویل داد که حاوی بمب‌های ساعتی استفاده شده در شاهزاده خانم کشمیر بود.
در سال۱۹۵۸، برنامه‌های هسته ای هند مورد ارزیابی قرار گرفت، گمانه زنی‌ها توسط کارشناسان اطلاعاتی وجود دارد مبنی بر اینکه سازمان سیا سانحه هوایی را که در آن هومی جهانگیر بابا، دانشمند هسته ای هندی کشته شد، سازماندهی کرده‌است.

## دهه ۱۹۶۰
در سال۱۹۶۵، برآورد اطلاعات ملی ویژه ۳۱-۱-۶۵ سیاست تسلیحات هسته ای هند را برای باقیمانده دهه۱۹۶۰ بررسی کرد، در انجام این کار، توانایی‌های فنی هند، فشارها برای برنامه تسلیحاتی و مخالفت با برنامه تسلیحاتی را بررسی می‌کند، بخش پایانی، «تصمیم هند»، تلاش می‌کند تا محاسبات تصمیم هند را ارزیابی کند و خاطرنشان می‌کند که هند ممکن است سعی کند هر آزمایش زیرزمینی را برای اهداف صلح‌آمیز نشان دهد
در سال۱۹۶۶، گرگوری داگلاس، روزنامه‌نگاری که به مدت چهار سال با رابرت کراولی، مأمور سابق سیا گفتگوهای تلفنی انجام داد، کتابی به نام مکالمات با کلاغ منتشر کرد، داگلاس مدعی است که کراولی به‌طور ضمنی گفته‌است که سیا مسئول ترور هومی جی. بهابها بوده‌است، کراولی گفته‌است که یک بمب در قسمت بار هواپیما در هوا منفجر شد و هواپیمای تجاری بوئینگ ۷۰۷ را در آلپ با آثار کمی سرنگون کرد و آن را «یک حادثه ناگوار» توصیف کرد.
هنگامی که هند آژانس اطلاعاتی شاخه تحقیقات و تحلیل خود را در سال۱۹۶۸ تشکیل داد، اولین مدیرشاخه تحقیقات و تحلیل، با همتایان خود در سیا در ایالات متحده، و همچنین اس ای اس بریتانیا و کاگ‌ب اتحاد جماهیر شوروی جلساتی برگزار کرد، بیشتر این ارتباط اساساً جنبه سیاسی داشت چیزی که امروزه به عنوان «دیپلماسی کانال عقب» شناخته می‌شود اما عملیات ویژه شاخه تحقیقات و تحلیل و واحد SIGINT/IMINT، مرکز تحقیقات هوانوردی، در ازای اطلاعات در مورد چین، از ایالات متحده کمک فنی دریافت کرد.

## دهه ۱۹۷۰
از سال۱۹۶۹ تا ۱۹۷۴، سیا و همتایانشان آی اس آی در پاکستان با دولت نیکسون برای حمایت از شورش خلصتان در پنجاب همکاری کردند.
اولین آزمایش هسته ای هند (با نام رمز عملیات بودای خندان) در ۱۸ مه۱۹۷۴ برای جامعه اطلاعاتی بین‌المللی غافلگیرکننده بود، اگرچه برنامه هسته ای کلی و انگیزه‌های ساخت بمب مورد بحث قرار گرفته بود.
هند یک آزمایش هسته ای زیرزمینی را در سایتی در صحرای پوخران انجام داد که آن را به هفتمین قدرت هسته ای جهان تبدیل کرد، همان‌طور که تحلیلگران سیا قبلاً پیشنهاد کرده بودند، هند ادعا کرد که این آزمایش برای اهداف صلح آمیز بوده‌است، این کد کلمه فوق محرمانه در بولتن اطلاعات مرکزی گزارش‌های مطبوعاتی و بیانیه‌های عمومی مقامات دولت‌های دیگر، از جمله پاکستان را منتقل می‌کند و حاوی ارزیابی‌های تحلیلگران از پیامدهای آن برای چین است.

## دهه ۱۹۸۰
شیل بهادرا یاگی ادعا کرد که سازمان سیا قیام سیک‌ها را که بعداً منجر به ترور ایندیرا گاندی توسط محافظان سیک او شد، سازماندهی کرد.
در سال۱۹۸۵، طبق مجله فرانت لاین، ضد جاسوسی شاخه تحقیقات و تحلیل از یک افسر میدانی در چنای اعتراف گرفت که اطلاعات حساسی را به سیا و اطلاعات سریلانکا منتقل کرده‌است، شاخه تحقیقات و تحلیل ضدجاسی هند او را با فیلمی مواجه کرد که نشان می‌داد او با یک شهروند آمریکایی در ساحلی در چنای و استراحتگاهی در کرالا در تماس است، شاخه تحقیقات و تحلیل ضدجاسی هندپس از درگیری‌های عمومی که در پی این رسوایی رخ داد، به دنبال تشدید امنیت داخلی بود، پرونده چنای مایه شرمساری خاصی بود، زیرا پس از یک رسوایی جاسوسی دیگر که مربوط به اطلاعات فرانسه و لهستان بود، داغ شد.
در سال۱۹۸۷، زمانی که حفظ صلح هند نیروی (IPKF) در سریلانکا بود در طول جنگ داخلی سریلانکا، راجان در تماس با مقامات شاخه تحقیقات و تحلیل ضدجاسی هند آمد، او زمانی که یک گروه سیاسی به نام تامیلیلا ایکیا ویدوتالای مونانی را تشکیل داد، مورد توجه مقامات اطلاعاتی هند قرار گرفت، با توجه به سابقه او، ناظران اتحاد راجان با کارونا را احساس می‌کنند ممکن است کار دست شاخه تحقیقات و تحلیل ضدجاسی هند باشد.

## دهه ۱۹۹۰
در سال۱۹۹۲، وزارت امور خارجه آمریکا تهدید کرد که هند را تحریم‌های اقتصادی می‌کند، زیرا هند اجازه نمی‌دهد کارآگاهان آمریکایی به یک مأموریت عکاسی هوایی در امتداد مرز چین و هند بروند.

## دهه ۲۰۰۰
قابلیت‌های موشکی بالستیک هند در برآورد اطلاعات ملی مورد بررسی قرار گرفت، که نتیجه‌گیری شد که دهلی نو معتقد است که گزینه ارسال موشک با قابلیت حمل کلاهک هسته‌ای برای جلوگیری از اولین استفاده پاکستان از تسلیحات هسته‌ای و در نتیجه حفظ گزینه جنگ متعارف محدود در پاسخ به پاکستان ضروری است، تحریکات در کشمیر یا جاهای دیگر، تسلیحات هسته ای همچنین به عنوان پرچینی در برابر رویارویی با چین عمل می‌کند، دهلی نو توسعه و نه فقط در اختیار داشتن موشک‌های بالستیک با قابلیت حمل کلاهک هسته ای را نماد یک قدرت جهانی و جزء مهم خوداتکایی می‌داند.
تا همین اواخر، تنها شاخه تحقیقات و تحلیل ضدجاسی هند مجاز به برقراری تماس با آژانس‌های اطلاعاتی خارجی بود و این شغل به تعداد معدودی از رده‌های آن محدود می‌شد، تحت دولت ائتلافی اتحاد دموکراتیک ملی،R&AW,IB و DIA می‌توانند با سازمان‌های همتای خود در کشورهای دیگر تعامل داشته باشند، به عنوان مثال، ال، ک، ادوانی، معاون سابق نخست‌وزیر، با روسای سیا و موساد اسرائیل به همراه کارکنان اداره اطلاعات ملاقات کرد، برجش میشرا، دبیر اصلی پیشین نخست‌وزیر عطل بیهاری واجپایی، شناخته شده‌است که با رئیس سازمان اطلاعات بین سرویس پاکستان نیز تماس مستقیم داشته‌است، در حالی که جلسات به خودی خود نامناسب نیستند، اما می‌توانند به شکست پروتکل‌ها منجر شوند به عنوان مثال، اینکه افسران اطلاعاتی تنها در تیم‌های دو نفره با یک تماس خارجی ملاقات می‌کنند و در نهایت به نفوذ منجر شود، نظارت اندکی بر این فرایند وجود دارد، که پیامد غیرمنتظره‌ای داشته‌است که «صدها مأمور هندی افشا شده‌اند، اصطلاحی که متخصصان برای توصیف افرادی استفاده می‌کنند که مشاغل واقعی آنها برای سازمان‌های اطلاعاتی خارجی شناخته شده‌است.
رابیندر سینگ در رسانه‌های هندی به عنوان یک دارایی سیا در بخش تحقیق و تحلیل(R&AW)، سرویس اطلاعات ملی، توصیف شده‌است، مشخص نیست که آیا او عضو یک شبکه مخفی بزرگتر HUMINT است یا خیر، این پیشنهاد قبلاً توسط تعدادی از ناظران خوب مطرح شده بود که او به عنوان مجرای یا برشی برای تعدادی از «دارایی‌های» بسیار مستقر ایالات متحده عمل کرده‌است که در اعماق جامعه اطلاعاتی هند، مراکز نظامی و علمی کار بر روی هسته‌ای و هسته‌ای کار می‌کنند، توسعه موشکی و سایر موارد در داخل تشکیلات سیاسی
این موضوع همچنین شامل مشکلاتی با اداره اطلاعات، آژانس امنیت داخلی و نگرانی کلی در مورد اعتماد افسران امنیتی بود.
در سال ۲۰۰۲، سینگ تحت یک ابتکار ارتباط مبتنی بر مبارزه با تروریسم، آموزش مهارت‌های مذاکره با گروگان‌ها و برخورد با هواپیماربایان از ایالات متحده بازدید کرد، سینگ، با این حال، یک تحلیلگر آسیای جنوب شرقی است که روی موضوعات ترور کار نمی‌کند.
در سال ۲۰۰۲، آخرین سالی که ارقام در دسترس است، ایالات متحده میزبان ۸۰ دوره برای افسران هندی و ۱۷ کشور دیگر در آسیا و آفریقا بود، بی رامان، افسر و تحلیلگر سابق R&AW، می‌گوید: «همکاری و ارتباط اطلاعاتی همیشه بی‌نظم بوده‌است، اما ما نمی‌توانیم دیگر از خود راضی باشیم.»
سینگ در می۲۰۰۴ از هند ناپدید شد و از ایالات متحده درخواست پناهندگی داد،فرانت لاین، یک مجله خبری هندی، او را به عنوان «وزیر مشترکی که جنوب شرق آسیا را اداره می‌کند» برای شاخه تحقیقات و تحلیل ضدجاسی هند توصیف کرد، او به عنوان یک سرگرد ارتش هند به شاخه تحقیقات و تحلیل ضدجاسی هند آمد که «در عملیات بلواستار، حمله ضد تروریستی به معبد طلایی در سال۱۹۸۴، در امریتسار خدمت کرده بود، در مقطعی پس از این، او بار دیگر با تهیه اسناد طبقه‌بندی شده دولت ایالات متحده، توجه مافوق خود را به خود جلب کرد.
به نظر می‌رسد منبع رابیندر سینگ یکی از بستگان او بوده‌است، شهروند آمریکایی که بیش از دو دهه با آژانس توسعه بین‌المللی ایالات متحده(USAID) کار کرده‌است، گفته می‌شود که خویشاوند رابیندر سینگ به‌طور منظم برای کارهای رسمی به هند سفر کرده‌است و گاهی اوقات در محل سکونت او اقامت داشته‌است، محققان شاخه تحقیقات و تحلیل ضدجاسی هند ادعا می‌کنند که این رابطه، رابیندر سینگ را قادر می‌سازد تا اسناد را تنها با کمترین خطر در معرض قرار گرفتن، ارسال کند.
«در اوایل دهه ۱۹۸۰، پسر رئیس وقت شاخه تحقیقات و تحلیل ضدجاسی هند نراسیمهان، پس از تلاش برای نزدیک شدن به رئیس جاسوسی از طریق او، ایالات متحده را ترک کرد، تمدید ویزا به پسر نراسیمهان رد شده بود و در ازای همکاری با سرویس‌های اطلاعاتی ایالات متحده، تمدید آن پیشنهاد شد، یک افسر ارشد شاخه تحقیقات و تحلیل ضدجاسی هند می‌گوید: «همه با این دقت پاسخ نمی‌دهند.»
اتهامات علیه سینگ در سال ۲۰۰۶ مطرح شد، اتهامات شاخه تحقیقات و تحلیل ضدجاسی هند گفتند که آنها سینگ را در نیوجرسی پیدا کرده‌اند و روند باید برای استرداد او آغاز شود، در این شکایت آمده‌است: «اکنون، ما برای استرداد سینگ از ایالات متحده حرکت خواهیم کرد.» وزارت کشور قبلاً به قانون امنیت ملی استناد کرده بود و دستور الحاق اموال سینگ را صادر کرده بود.
سینگ پس از از دست دادن اولین درخواست پناهندگی در ایالات متحده، در دادگاه تجدید نظر پیروز شد.